# The Strongest Tank's Labyrinth Raids
The Strongest Tank's Labyrinth Raids -A Tank with a Rare 9999 Resistance Skill Got Kicked from the Hero's Party- (最強タンクの迷宮攻略?, Saikyō tank no meikyū kōryaku) è una light novel scritta da Ryūta Kijima e illustrata da Sando. Inizialmente è stata serializzata sul sito web Shōsetsuka ni narō dal 13 luglio 2018 al 10 febbraio 2021. Successivamente è stata acquisita da Shufunotomo, che ha iniziato a pubblicarla sotto l'etichetta Hero Bunko nell'aprile 2019. Il romanzo ha ricevuto due adattamenti: un adattamento manga e un adattamento anime. Il primo è stato disegnato da Makoto Kisaragi e ha iniziato la serializzazione sulla rivista on-line Manga Up! di Square Enix a maggio del 2019. Il secondo invece è prodotto dallo Studio Polon e ha iniziato ad essere trasmesso il 7 gennaio 2024.

## Personaggi
Rud (ルード?, Rūdo)
Doppiato da: Jun Kasama
Rud è il personaggio principale della serie ed è noto per essere il tank più forte poiché la sua barriera ha il valore più alto nella storia: ben 9999 punti barriera. Dopo essere stato espulso ingiustamente dal gruppo dell'eroe, Rud torna nella sua città natale, Avancia, iniziando ad esplorare i dungeon per ottenere i tesori che possono curare la sua sorellina Manicia. Quando lui e sua sorella erano piccoli furono entrambi abbandonati dai genitori, e da allora si presero cura l'uno dell'altra. Rud ha un evidente complesso della sorella e viene sempre mostrato mentre pensa a Manicia. Rud apprende da Luna che le sue due skill ancora sconosciute sono Conversione Vitale e Scudo del Sacrificio. Alla fine impara a controllare il suo mana per usarlo come sostituto ogni volta che la sua barriera cede.
Nin (ニン?)
Doppiata da: Kaede Hondo
Nin è la prima eroina ad essere introdotta nella serie, ed è conosciuta e venerata come Santa. Nin era l'unico membro del gruppo dell'eroe ad essersi opposta apertamente all'espulsione di Rud. Nin ha dimostrato di essere estremamente abile nella guarigione e nella magia elementale. Alla fine si riunisce a Rud dopo lo scioglimento del gruppo dell'eroe, rimanendo con lui ad Avancia. Viene suggerito che Nin prova dei sentimenti per Rud, flirtando con lui ogni volta che può.
Luna (ルナ?, Runa)
Doppiata da: Kana Ichinose
Luna viene presentata per la prima volta incontrando Rud dopo essere fuggita dal paese in cui è stata creata. Viene rivelato che è un omuncolo creato illegalmente e, a differenza degli altri, è in grado di provare emozioni come un normale essere umano. Luna mostra di essere in grado di usare la magia e possiede l'abilità unica Identificazione, che ha usato per identificare le skill sconosciute di Rud. Da allora Luna è rimasta insieme a Rud e Manicia a casa loro, a volte viene mostrata mentre gli prepara la colazione. Luna chiama spesso Rud padrone e gli vuole bene, lasciando intendere di nutrire dei sentimenti per lui.
Manicia (マニシア?, Manishia)
Doppiata da: Yui Ogura
Manicia è la sorella minore di Rud e l'intera ragione della sua esistenza. Da bambina venne abbandonata dai genitori perché sofferente di una malattia incurabile, ma Rud li abbandonò a sua volta rifiutandosi di liberarsi di Manicia, e da allora si presero cura l'uno dell'altra. La malattia la costringeva a rimanere chiusa in casa, così il fratello decise di partire alla ricerca dei tesori del labirinto nella speranza che potessero curarla. Manicia ha un'abilità unica che fa "scodinzolare" il ciuffo ribelle sulla sua testa e le permette di percepire quando Rud è nelle vicinanze. Finora Manicia ha utilizzato due dei Tesori del Labirinto, guarendo la sua malattia in modo significativo.
Lilia (リリア?, Riria)
Doppiata da: Ayaka Ōhashi
Lilia e sua sorella sono state entrambe presentate all'inizio della serie nel gruppo dell'eroe. Lilia e sua sorella Lily sono gemelle e si mostrano inseparabili, poiché sono sempre attaccate l'una all'altra. Viene rivelato che anni prima Lilia e Lily erano scappate dai loro genitori poiché entrambe subivano abusi da parte loro, e di conseguenza scapparono. È stato dimostrato che Lilia e Lily hanno un'abilità unica che consente loro di fondersi in un unico individuo con poteri e forza immensi baciandosi. Lilia e Lily si uniscono a Rud ad Avancia più tardi, dopo lo scioglimento del gruppo dell'eroe, e vengono regolarmente viste con lui. Viene suggerito che prova dei sentimenti per Rud ed è grata per il suo aiuto, dopo che ha dato dei consigli utili sia a lei che a Lily.
Lily (リリィ?, Rirī)
Doppiata da: Kana Yūki
Lily viene presentata insieme a sua sorella Lilia mentre erano nel gruppo dell'eroe. Lily possiede l'abilità unica "Dungeon Walk" che le permette di teletrasportare se stessa e il suo gruppo fuori da un dungeon, e può anche essere usata per teletrasportarsi in qualsiasi piano dello stesso. Lily è estremamente legata a sua sorella e si aggrappa a lei ogni volta che ne ha la possibilità. Tuttavia si sentiva inferiore a lei, finché Rud non le diede un consiglio portandola a decidere di guidare il gruppo in una delle loro spedizioni nei dungeon. Si dice che Lily, come sua sorella, provi dei sentimenti per Rud ed è stata l'unica ragazza a baciarlo, anche se solo sulla guancia.
Marius (マリウス?, Mariusu)
Doppiato da: Nobuhiko Okamoto
Marius viene introdotto per la prima volta all'interno del dungeon di Avancia, il villaggio natio di Rud, esplorato da quest'ultimo dopo aver lasciato il gruppo dell'eroe. Marius viene sconfitto da Rud e dal suo gruppo, ma con sua sorpresa viene risparmiato e considerato un amico. Da allora, Marius ha affiancato Rud e lo ha aiutato nei suoi viaggi. È stato il primo boss a dare a Rud il suo tesoro e il primo demoniaco a fare amicizia con Rud.
Amon (アモン?)
Doppiata da: Misaki Kuno
Amon è stata introdotta nel secondo dungeon che Rud ha esplorato insieme al suo gruppo. Si presenta come una ragazzina graziosa con un fiocco verde tra i capelli, un paio di ali di pipistrello dietro alla schiena e vestita con un abito simile a un kimono. Nonostante quest'aspetto giovanile ha superato i 300 anni d'età. È conosciuta come un signore demoniaco estremamente potente, che ha addirittura spaventato Marius con la sua sola presenza. Dopo essere stata sconfitta da Rud e dal suo gruppo, lei, come Marius, è stata risparmiata ed ha stretto amicizia con Rud. Ha consegnato al tank il suo secondo tesoro del dungeon e il secondo demoniaco per fare amicizia con lui. Amon adora la cucina di Manicia, e farebbe qualsiasi cosa per averne di più. Ad Avancia insegna magia ad alcuni bambini.

## Media

### Light novel
Scritta da Ryūta Kijima, la serie è stata inizialmente serializzata sul sito web Shōsetsuka ni narō dal 13 luglio 2018 al 10 febbraio 2021. Successivamente è stata acquistata da Shufunotomo, che ha affidato le illustrazioni a Sando e, il 30 aprile 2019, ha iniziato a pubblicarla come light novel sotto l'etichetta Hero Bunko. Al 28 dicembre 2023 i volumi pubblicati ammontano a sei.
| Nº | Data di prima pubblicazione | Data di prima pubblicazione | Data di prima pubblicazione |
| Nº | Giapponese                  | Giapponese                  |                             |
| -- | --------------------------- | --------------------------- | --------------------------- |
| 1  | 30 aprile 2019              | ISBN 978-4-07-438133-3      |                             |
| 2  | 31 ottobre 2019             | ISBN 978-4-07-441000-2      |                             |
| 3  | 30 giugno 2020              | ISBN 978-4-07-443915-7      |                             |
| 4  | 31 agosto 2021              | ISBN 978-4-07-449243-5      |                             |
| 5  | 25 febbraio 2023            | ISBN 978-4-07-454830-9      |                             |
| 6  | 28 dicembre 2023            | ISBN 978-4-07-456697-6      |                             |
| 7  | 29 marzo 2024               | ISBN 978-4-07-459477-1      |                             |

### Manga
Un adattamento manga, disegnato da Makoto Kisaragi, ha iniziato la serializzazione sulla rivista on-line Manga Up! di Square Enix il 3 maggio 2019. Al 7 dicembre 2023 i volumi pubblicati ammontano a 10. Il manga sta anche venendo pubblicato in America del Nord da Comikey e Square Enix attraverso la versione globale di Manga Up!.
| Nº | Data di prima pubblicazione | Data di prima pubblicazione | Data di prima pubblicazione |
| Nº | Giapponese                  | Giapponese                  |                             |
| -- | --------------------------- | --------------------------- | --------------------------- |
| 1  | 12 ottobre 2019             | ISBN 978-4-7575-6347-6      |                             |
| 2  | 12 febbraio 2020            | ISBN 978-4-7575-6428-2      |                             |
| 3  | 7 settembre 2020            | ISBN 978-4-7575-6827-3      |                             |
| 4  | 5 marzo 2021                | ISBN 978-4-7575-7131-0      |                             |
| 5  | 7 settembre 2021            | ISBN 978-4-7575-7450-2      |                             |
| 6  | 7 febbraio 2022             | ISBN 978-4-7575-7726-8      |                             |
| 7  | 7 settembre 2022            | ISBN 978-4-7575-8117-3      |                             |
| 8  | 7 febbraio 2023             | ISBN 978-4-7575-8385-6      |                             |
| 9  | 6 ottobre 2023              | ISBN 978-4-7575-8835-6      |                             |
| 10 | 7 dicembre 2023             | ISBN 978-4-7575-8941-4      |                             |
| 11 | 7 maggio 2024               | ISBN 978-4-7575-9174-5      |                             |

### Anime
Un adattamento anime della serie è stato annunciato il 5 ottobre 2023. Essa è prodotta da Studio Polon e diretta da Mitsutaka Noshitani, con Hitomi Amamiya che ha curato le sceneggiature, Taihei Nagai al character design e Mao Yamamoto che ha composto la colonna sonora. Ha iniziato a essere trasmessa il 7 gennaio 2024 nel programma contenitore ANiMAZiNG!!! su ABC e TV Asahi. La sigla di apertura è Brave, mentre la sigla di chiusura è Yume no naka de (夢の中で? lett. "In un sogno"), entrambe eseguite dal gruppo Ireisu. I diritti per la trasmissione della serie sono stati acquistati da Crunchyroll in tutto il mondo, a eccezione di Asia meridionale, sud-est asiatico e Oceania (eccetto Australia e Nuova Zelanda), dove sono stati acquistati da Medialink, che la trasmette in streaming sul canale YouTube di Ani-One Asia.

#### Episodi
| Nº | Titolo italiano Giapponese 「Kanji」 - Rōmaji                                   | In onda          | In onda |
| Nº | Titolo italiano Giapponese 「Kanji」 - Rōmaji                                   | Giapponese       |         |
| 1  | Lasciare il party 「パーティー離脱」 - Pātī ridatsu                             | 7 gennaio 2024   |         |
| 2  | Ritorno ad Avancia 「アバンシアへの帰還」 - Abanshia e no kikan                 | 14 gennaio 2024  |         |
| 3  | La creatura magica ignota 「未知の魔物」 - Michi no mamono                      | 21 gennaio 2024  |         |
| 4  | Egoismo 「わがまま」 - Wagamama                                                 | 28 gennaio 2024  |         |
| 5  | Per realizzare il sogno 「夢へ」 - Yume e                                       | 4 febbraio 2024  |         |
| 6  | Il gestore del labirinto 「迷宮管理者」 - Meikyū kanrisha                       | 11 febbraio 2024 |         |
| 7  | A Keild 「ケイルドにて」 - Keirudo nite                                         | 18 febbraio 2024 |         |
| 8  | Lilia e Lily 「リリアとリリィ」 - Riria to Rirī                                 | 25 febbraio 2024 |         |
| 9  | Amon Sloth 「アモン・スロース」 - Amon Surōsu                                   | 3 marzo 2024     |         |
| 10 | Gli homunculi di un'altra nazione 「異国のホムンクルス」 - Ikoku no homunkurusu | 9 marzo 2024     |         |
| 11 | L'assalto dei mostri 「魔物の襲撃」 - Mamono no Shūgeki                         | 16 marzo 2024    |         |
| 12 | Un potere demoniaco 「魔の力」 - Ma no chikara                                  | 23 marzo 2024    |         |